# Corydalis portenieri
Corydalis portenieri är en vallmoväxtart som beskrevs av Mikhailova. Corydalis portenieri ingår i släktet nunneörter, och familjen vallmoväxter. Inga underarter finns listade i Catalogue of Life.